# 王家珠
王家珠（1964年—），兒童繪本畫家，生於澎湖馬公，曾任職英文漢聲雜誌社、遠流出版社，現居台北。
王家珠與姐姐王家珍合作出版《珍珠童話》。

## 學歷
- 銘傳大學商業設計系

## 作品
- 《懶人變猴子》獲得伊朗第一屆亞洲兒童插畫雙年展首獎
- 《七兄弟》入選義大利波隆那世界兒童插畫展
- 《巨人和春天》入選捷克布拉迪斯國際插畫雙年展、西班牙加泰隆尼亞國際插畫雙年展
- 《新天糖樂園》入選義大利波隆那世界兒童插畫展
- 《星星王子》第四度入選義大利波隆那世界兒童插畫展、民國91年金鼎獎－－兒童及少年讀物類推薦
- 《鼠牛虎兔》[3]榮獲「聯合報讀書人版2005年最佳童書」、「第30屆金鼎獎最佳圖畫書和最佳美編獎」
- 《虎姑婆》入選波隆那國際兒童書插畫展、獲得香港中華區插畫獎最佳出版插畫冠軍、「金蝶獎」繪本類整體美術與裝幀設計金獎
- 《尋找心中的小王子》

## 得獎
- 曾入選義大利波隆那插畫展